# Верх-Уймон
Верх-Уймо́н (Верхний Уймон) — село в Усть-Коксинском муниципальном районе Республики Алтай России. Расстояние до районного центра — 12 км.
Основано староверами в 1796 году.

## География и климат
Расположено на правом берегу реки Катуни на высоте 960 м над уровнем моря.
В селе Верх-Уймон умеренно-холодный климат и значительное количество осадков, даже в засушливые месяцы. По классификации климатов Кёппена — влажный континентальный климат (индекс Dfb) с равномерным увлажнением в течение года и тёплым летом. Климатическое лето продолжается с середины июня до середины августа, при этом тёплая погода иногда бывает в конце мая и сентябре (бабье лето). По классификации климатов Алисова — внутриконтинентальный климат умеренных широт.
| Показатель                    | Янв.  | Фев.  | Март  | Апр. | Май  | Июнь | Июль | Авг. | Сен. | Окт. | Нояб. | Дек.  | Год  |
| ----------------------------- | ----- | ----- | ----- | ---- | ---- | ---- | ---- | ---- | ---- | ---- | ----- | ----- | ---- |
| Средний суточный максимум, °C | −10,4 | −9    | −2,2  | 8,7  | 17,2 | 22,4 | 24,1 | 22,1 | 16,8 | 7,3  | −3    | −9,1  | 7,4  |
| Средняя температура, °C       | −15,2 | −14,5 | −7,7  | 2,7  | 10,5 | 15,9 | 17,7 | 15,6 | 10,3 | 2,2  | −7,3  | −13,6 | 1,4  |
| Средний суточный минимум, °C  | −20   | −19,9 | −13,1 | −3,3 | 3,9  | 9,4  | 11,4 | 9,2  | 3,9  | −2,8 | −11,6 | −18   | −3,7 |
| Норма осадков, мм             | 10    | 10    | 10    | 27   | 55   | 61   | 72   | 62   | 45   | 36   | 22    | 17    | 427  |
| Источник: Климат Верх-Уймона  |       |       |       |      |      |      |      |      |      |      |       |       |      |

## История
Верх-Уймон был основан каменщиками — частью беглых в китайские приграничные земли русских старообрядцев, которые рескриптом Екатерины II от 15 сентября 1791 года были помилованы и приняты в русское подданство как оседлые инородцы.

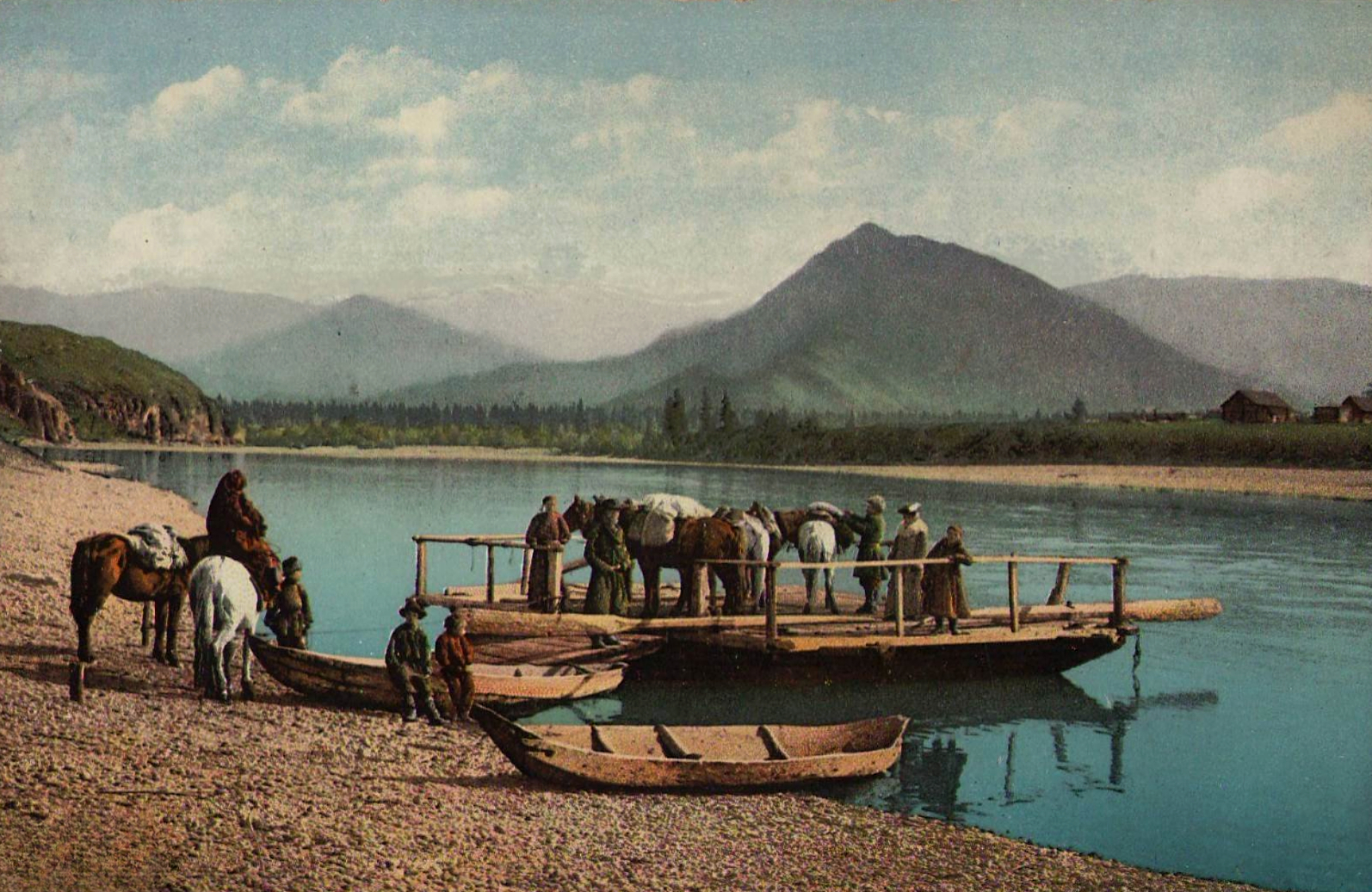
Паромная переправа через Катунь близ деревни Уйман, начало XX века

Основатель села Гаврила Бочкарёв, будучи беглым, жил в устье Аргута с тремя сыновьями и дядей. Впоследствии был обнаружен и подал прошение о принятии его с семьёй в русское подданство. Правительство «прикрыло Бочкарева милостливым манифестом и прислало ему бороны и сохи», после чего он по требованию властей переселился в Уймонскую степь. Позднее к нему подселились бухтарминские староверы Нагибины, Саватеевы и другие. К 1826 году село Верх-Уймон насчитывало 15 изб, в которых жили крепкие зажиточные семьи.
Долгое время, почти со дня основания и до конца XIX века, Верхний Уймон являлся старообрядческим религиозным центром Уймонской долины, впоследствии утратив свой статус.
В августе 1926 года в рамках Центрально-Азиатской экспедиции село посетил один из самых заметных культурных деятелей XX века Николай Константинович Рерих. В доме, где он останавливался, в настоящее время находится дом-музей Н. К. Рериха.

## Настоящее время
Село является центром Верх-Уймонского сельского поселения, куда также входят сёла Мульта, Замульта, Гагарка, Тихонькая и Маральник-1.

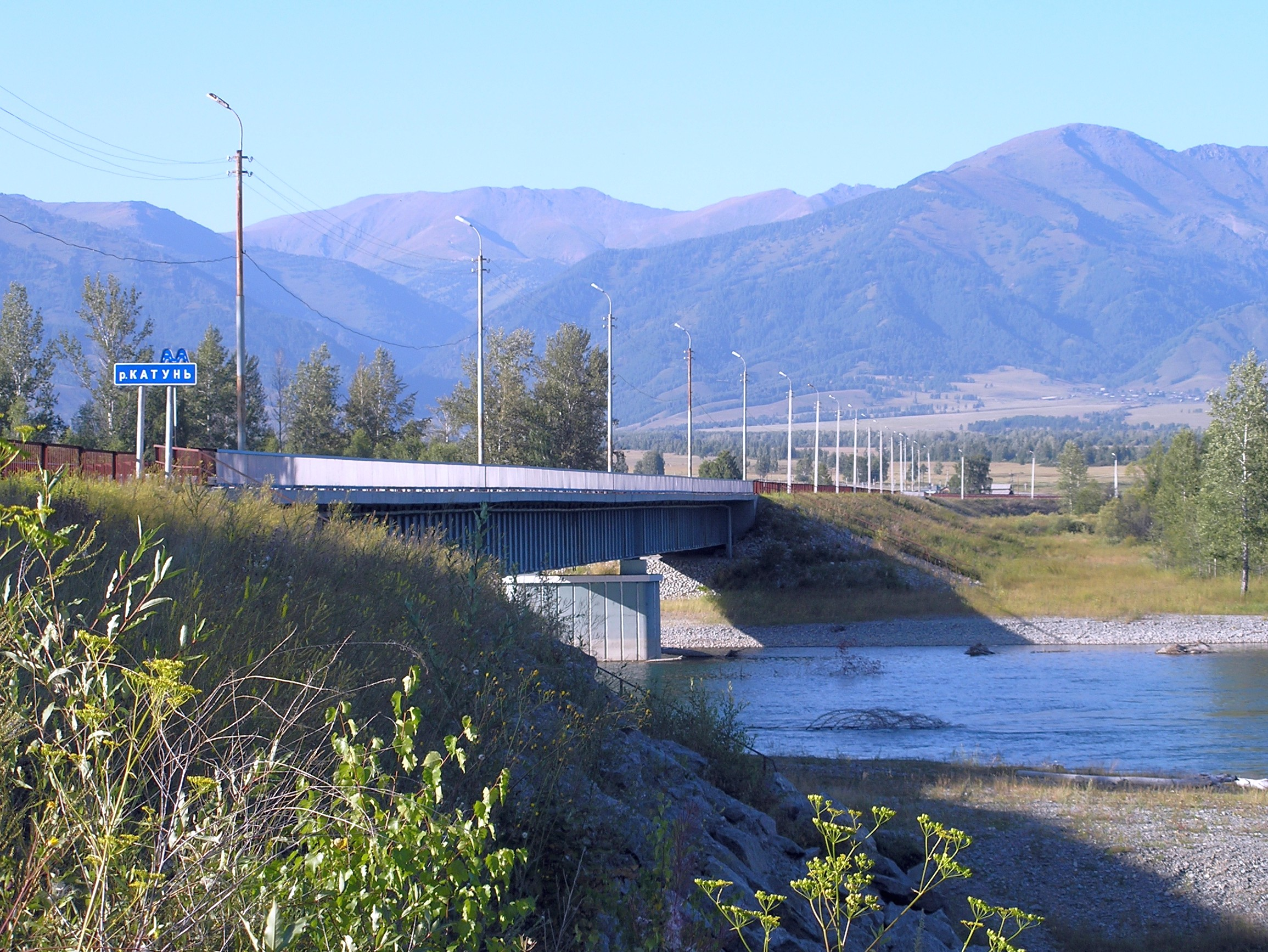
Мост через Катунь вблизи села Верх-Уймон

В 2005 году около села был построен железобетонный мост через Катунь. До этого ближайшей переправой через реку являлся железный мост в селе Мульта, в 15 км от Верх-Уймона.

## Население
| 2010 | 2011 | 2012 | 2013 | 2014 | 2015 | 2016 |
| ---- | ---- | ---- | ---- | ---- | ---- | ---- |
| 579  | ↗580 | ↗602 | ↗616 | ↘607 | ↘570 | ↘562 |

Численность населения: 579 чел. (2010). В 2005 году было 670 человек.

## Достопримечательности

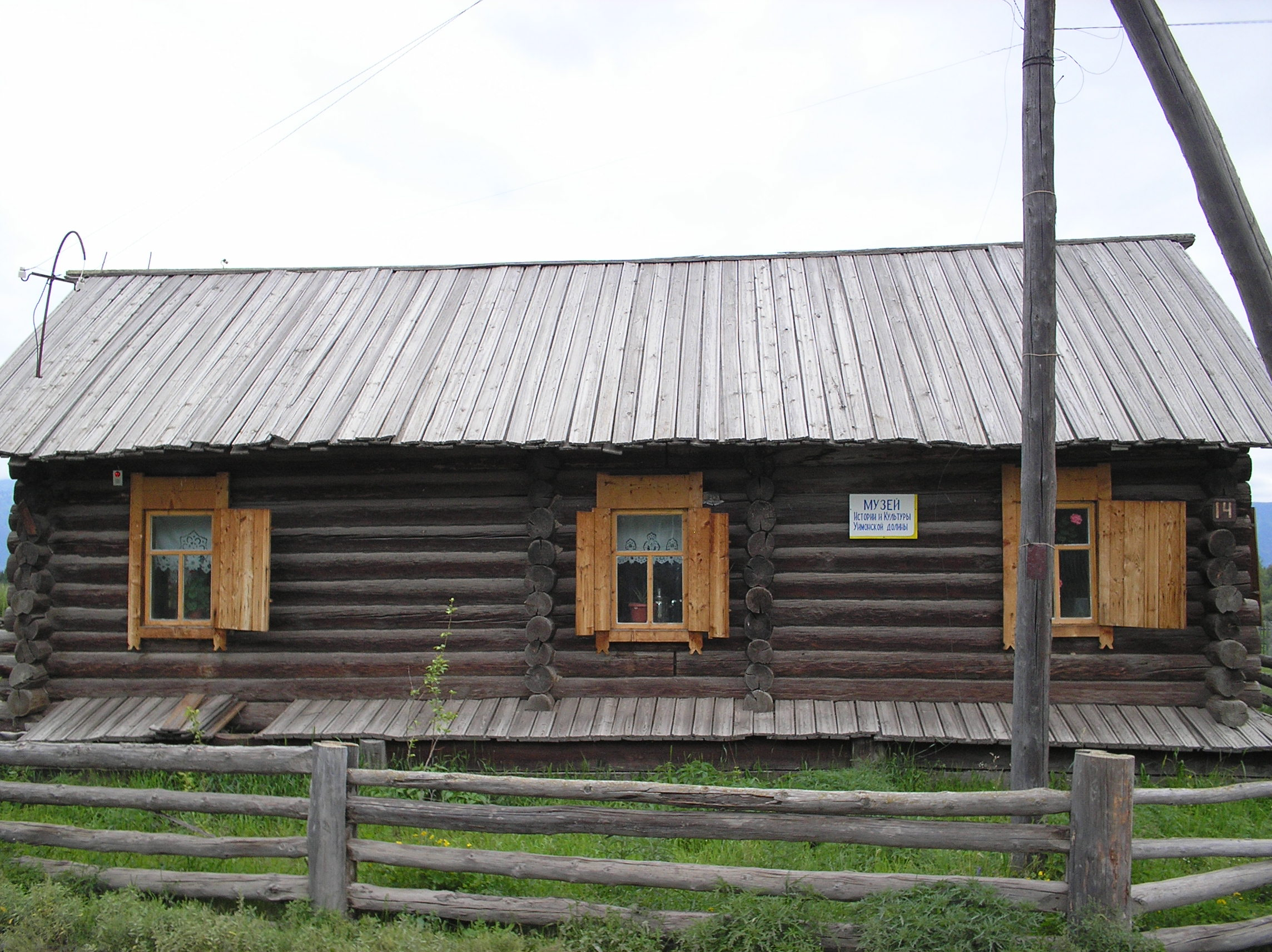
Музей истории и культуры Уймонской долины

В селе действуют два музея — дом-музей Н. К. Рериха и музей истории и культуры Уймонской долины (музей старообрядчества), расположенные по соседству.
Также представляют интерес дома, построенные в XIX — начале XX веков из древесины лиственницы и пихты по старинным технологиям с соблюдением лунных циклов. Некоторые из них сохранили росписи народной умелицы Агашевны, про которую Н. К. Рерих писал: 
И лекарь, и травчатый живописец, и письменная искусница. Распишет охрой, баканом и суриком любые наличники. На дверях и на скрынях наведет всякие травные узоры. Посадит птичек цветистых и желтого грозного лёву-хранителя... Такая искусница!